# شیگرو تسویوگوچی
شیگرو تسویوگوچی (به ژاپنی: 露口 茂 Tsuyuguchi Shigeru)؛(زادهٔ ۸ آوریل ۱۹۳۲) یک هنرپیشه اهل ژاپن است. از فیلم‌های که او در آن نقش داشته است می‌توان به زن حشره‌ای (۱۹۶۳)، گرگ تنها و توله: شمشیر انتقام (۱۹۷۲) و میتو کومون اشاره کرد.